# SS Lazio
SS Lazio este un club de fotbal din Roma, care evoluează în Serie A. A fost fondat în anul 1900 și joacă meciurile de pe teren propriu pe Stadio Olimpico din Roma, stadion pe care joacă și concitadina AS Roma. Culorile echipei sunt alb-bleu, iar simbolul echipei este Vulturul. Clubul roman este cel mai vechi din capitala Italiei și unul dintre cele mai vechi cluburi din Italia.

## Numele Clubului
- 1900 - Società Podistica Lazio
- 1925 - Società Sportiva Lazio

### Coeficientul UEFA
Coeficientul UEFA este utilizat la tragerea la sorți a competițiilor continentale organizate de Uniunea Asociațiilor Europene de Fotbal. Pe baza performanței cluburilor la nivel european timp de cinci sezoane, acest coeficient este calculat folosind un sistem de puncte și este stabilit un clasament. La sfârșitul sezonului 2018-2019, Lazio se afla pe locul al patruzecelea.
| Rang | Club           | Coeficient |
| ---- | -------------- | ---------- |
| 43   | Dinamo Zagreb  | 27.500     |
| 44   | Slavia Praga   | 27.500     |
| 45   | SS Lazio       | 27.000     |
| 46   | FC Krasnodar   | 26.500     |
| 47   | Sporting Braga | 26.000     |

## Palmares și statistici

### Titluri și trofee
| Competiții naționale | Competiții europene |
| - Serie A (2) : - Campioni : 1974, 2000. - Vice-campioni : 1913, 1923, 1937, 1995, 1999. - Cupa Italiei (7) : - Câștigători : 1958, 1998, 2000, 2004, 2009, 2013, 2019. - Supercupa Italiei (5) : - Câștigători : 1998, 2000, 2009, 2017, 2019. - Serie B (1) : - Campioni : 1969. - Vice-campioni : 1972, 1983. | - Liga Campionilor : - Sferturi (1) - 2000 - Cupa UEFA : - Finalistă (1) - 1998 - Semifinala (1) - 2003 - Cupa Cupelor : - Câștigători (1) - 1999 - Supercupa Europei : - Câștigători (1) - 1999 - Cupa Alpilor : - Câștigători (1) - 1971 |

### Performanțe internaționale

#### Trofee neoficiale
| - Campionatul roman: 1907, 1910, 1911, 1912, 1915 - Cupa Baccelli: 1906, 1908, 1909, 1910 - Cupa Tosti: 1908, 1909 - Cupa de Paște: 1914, 1919 - Cupa de Crăciun: 1915 - Cupa Prieteniei (în Roma): 1953, 1966 - Turneul de la Pisa: 1907 - Turneul di Perugia: 1907 - Turneul di Napoli: 1909 - Cupa "Jurnalul Italiei": 1911 - Cupa "Gaia Perugini": 1911 - Targa Audace: 1913 - Cupa Branca: 1913 - Cupa Ancherani: 1913 - Turneul Canalini: 1919 - Trofeul "Bruto Seghettini": 1923 - Cupa Fornari: 1932 - Campionatul roman din timpul războiului: 1944 - Turneul "Teresa Herrera": 1950 - Cupa "Messaggero": 1952 - Cupa "Luciano Re Cecconi": 1986 - Trofeul orașului Línea: 1990 - Cupa Capitalei: 1992 | - Cupa "Tommaso Maestrelli": 1993 - Trofeul Solidarității: 1993 - Trofeul "Dino Viola": 1993 - Memorialul "Pier Cesare Baretti": 1994 - Trofeul orașului Tripoli: 1995 - Trofeul "Osama": 1996 - Trofeul orașului Zaragoza: 1997, 2009 - Trofeul Cirio: 1998 - Turneul de la Amsterdam: 1999 - Memorialul "Rosario Aquino": 2000 - Cupa Stream TV: 2000 - Cupa Shalomon: 2001 - Cupa Tirolului de Sud: 2001 - Triunghiularul de la Friuli: 2002 - Turneul celor trei Continente: 2003 - Triunghiularul de la Fiuggi Terme: 2005, 2010 - Triunghiularul de la Chatillon: 2005 - Trofeul de la Valle d'Aosta: 2005 - Trofeul Mediakom - Memorialul "Giuliano Fiorini": 2006 - Triunghiularul de la Norcia: 2006 - Trofeul "Ted Bates": 2007 - Trofeul SKY: 2007, 2009 |

## Finale
| Finale jucate de Lazio în Cupele Naționale | Finale jucate de Lazio în Cupele Naționale | Finale jucate de Lazio în Cupele Naționale | Finale jucate de Lazio în Cupele Naționale | Finale jucate de Lazio în Cupele Naționale | Finale jucate de Lazio în Cupele Naționale | Finale jucate de Lazio în Cupele Naționale | Finale jucate de Lazio în Cupele Naționale | Finale jucate de Lazio în Cupele Naționale | Finale jucate de Lazio în Cupele Naționale | Finale jucate de Lazio în Cupele Naționale | Finale jucate de Lazio în Cupele Naționale | Finale jucate de Lazio în Cupele Naționale | Finale jucate de Lazio în Cupele Naționale | Finale jucate de Lazio în Cupele Naționale | Finale jucate de Lazio în Cupele Naționale | Finale jucate de Lazio în Cupele Naționale | Finale jucate de Lazio în Cupele Naționale | Finale jucate de Lazio în Cupele Naționale |
| Cupa Italiei                               | Cupa Italiei                               | Cupa Italiei                               | Cupa Italiei                               | Cupa Italiei                               | Cupa Italiei                               | Cupa Italiei                               | Cupa Italiei                               | Cupa Italiei                               |                                            | Supercupa Italiei                          | Supercupa Italiei                          | Supercupa Italiei                          | Supercupa Italiei                          | Supercupa Italiei                          | Supercupa Italiei                          | Supercupa Italiei                          | Supercupa Italiei                          | Supercupa Italiei                          |
| Câștigate                                  | Câștigate                                  | Câștigate                                  | Câștigate                                  |                                            | Pierdute                                   | Pierdute                                   | Pierdute                                   | Pierdute                                   | Câștigate                                  | Câștigate                                  | Câștigate                                  | Câștigate                                  |                                            | Pierdute                                   | Pierdute                                   | Pierdute                                   | Pierdute                                   |                                            |
| Anul                                       | Campioni                                   | Scor                                       | Adversar                                   | Anul                                       | Adversar                                   | Scor                                       | Finalistă                                  | Anul                                       | Campioni                                   | Scor                                       | Adversar                                   | Anul                                       | Adversar                                   | Scor                                       | Finalistă                                  |                                            |                                            |                                            |
| ------------------------------------------ | ------------------------------------------ | ------------------------------------------ | ------------------------------------------ | ------------------------------------------ | ------------------------------------------ | ------------------------------------------ | ------------------------------------------ | ------------------------------------------ | ------------------------------------------ | ------------------------------------------ | ------------------------------------------ | ------------------------------------------ | ------------------------------------------ | ------------------------------------------ | ------------------------------------------ | ------------------------------------------ | ------------------------------------------ | ------------------------------------------ |
| 1958                                       | Lazio                                      | 1 - 0                                      | Fiorentina                                 | 1961                                       | Fiorentina                                 | 2 - 0                                      | Lazio                                      | 1998                                       | Lazio                                      | 2 - 1                                      | Juventus                                   | 2004                                       | Milan                                      | 3 - 0                                      | Lazio                                      |                                            |                                            |                                            |
| 1998                                       | Lazio                                      | 3 - 2                                      | AC Milan                                   | 2015                                       | Juventus                                   | 2 - 1                                      | Lazio                                      | 2000                                       | Lazio                                      | 4 - 3                                      | Inter Milano                               | 2013                                       | Juventus                                   | 4 - 0                                      | Lazio                                      |                                            |                                            |                                            |
| 2000                                       | Lazio                                      | 2 - 1                                      | Inter Milano                               | 2017                                       | Juventus                                   | 2 - 0                                      | Lazio                                      | 2009                                       | Lazio                                      | 2 - 1                                      | Inter Milano                               | 2015                                       | Juventus                                   | 2 - 0                                      | Lazio                                      |                                            |                                            |                                            |
| 2004                                       | Lazio                                      | 4 - 2                                      | Juventus                                   |                                            |                                            |                                            |                                            | 2017                                       | Lazio                                      | 3 - 2                                      | Juventus                                   |                                            |                                            |                                            |                                            |                                            |                                            |                                            |
| 2009                                       | Lazio                                      | 1 - 1(6 - 5)                               | Sampdoria                                  |                                            |                                            |                                            |                                            | 2019                                       | Lazio                                      | 3 - 1                                      | Juventus                                   |                                            |                                            |                                            |                                            |                                            |                                            |                                            |
| 2013                                       | Lazio                                      | 1 - 0                                      | Roma                                       |                                            |                                            |                                            |                                            |                                            |                                            |                                            |                                            |                                            |                                            |                                            |                                            |                                            |                                            |                                            |
| 2019                                       | Lazio                                      | 3 - 1                                      | Atalanta                                   |                                            |                                            |                                            |                                            |                                            |                                            |                                            |                                            |                                            |                                            |                                            |                                            |                                            |                                            |                                            |
| Finale jucate de Lazio în Cupele Europene  |                                            |                                            |                                            |                                            |                                            |                                            |                                            |                                            |                                            |                                            |                                            |                                            |                                            |                                            |                                            |                                            |                                            |                                            |
| Cupa UEFA                                  | Cupa UEFA                                  | Cupa UEFA                                  | Cupa UEFA                                  |                                            | Cupa Cupelor UEFA                          | Cupa Cupelor UEFA                          | Cupa Cupelor UEFA                          | Cupa Cupelor UEFA                          |                                            | Supercupa Europei                          | Supercupa Europei                          | Supercupa Europei                          | Supercupa Europei                          |                                            | Cupa Alpilor                               | Cupa Alpilor                               | Cupa Alpilor                               | Cupa Alpilor                               |
| Pierdute                                   | Pierdute                                   | Pierdute                                   | Pierdute                                   | Câștigate                                  | Câștigate                                  | Câștigate                                  | Câștigate                                  | Câștigate                                  | Câștigate                                  | Câștigate                                  | Câștigate                                  | Câștigate                                  | Câștigate                                  | Câștigate                                  | Câștigate                                  |                                            |                                            |                                            |
| Anul                                       | Finalistă                                  | Scor                                       | Adversar                                   | Anul                                       | Campioni                                   | Scor                                       | Adversar                                   | Anul                                       | Campioni                                   | Scor                                       | Adversar                                   | Anul                                       | Campioni                                   | Scor                                       | Adversar                                   |                                            |                                            |                                            |
| 1998                                       | Lazio                                      | 0 - 3                                      | Inter Milano                               | 1999                                       | Lazio                                      | 2 - 1                                      | Mallorca                                   | 1999                                       | Lazio                                      | 1 - 0                                      | Manchester United                          | 1971                                       | Lazio                                      | 3 - 1                                      | FC Basel                                   |                                            |                                            |                                            |

## Lotul actual
La 14 iulie 2025
| Nr. |               | Poziție | Jucător                                    |
| --- | ------------- | ------- | ------------------------------------------ |
| 2   | Franța        | F       | Samuel Gigot                               |
| 3   | Italia        | F       | Luca Pellegrini                            |
| 4   | Spania        | F       | Patric (vice-căpitan)                      |
| 5   | Uruguay       | M       | Matías Vecino                              |
| 6   | Italia        | M       | Nicolò Rovella                             |
| 7   | Nigeria       | M       | Fisayo Dele-Bashiru                        |
| 8   | Franța        | M       | Mattéo Guendouzi                           |
| 9   | Spania        | A       | Pedro                                      |
| 10  | Italia        | M       | Mattia Zaccagni (căpitan)                  |
| 11  | Argentina     | A       | Taty Castellanos                           |
| 13  | Italia        | F       | Alessio Romagnoli                          |
| 14  | Țările de Jos | A       | Tijjani Noslin                             |
| 18  | Danemarca     | A       | Gustav Isaksen                             |
| 19  | Senegal       | A       | Boulaye Dia (împrumutat de la Salernitana) |

| Nr. |            | Poziție | Jucător                         |
| --- | ---------- | ------- | ------------------------------- |
| 21  | Maroc      | M       | Reda Belahyane                  |
| 22  | Italia     | A       | Matteo Cancellieri              |
| 23  | Albania    | F       | Elseid Hysaj                    |
| 25  | Danemarca  | F       | Oliver Provstgaard              |
| 26  | Croația    | M       | Toma Bašić                      |
| 29  | Italia     | M       | Manuel Lazzari                  |
| 30  | Portugalia | F       | Nuno Tavares                    |
| 32  | Italia     | M       | Danilo Cataldi                  |
| 34  | Spania     | F       | Mario Gila                      |
| 35  | Grecia     | P       | Christos Mandas                 |
| 77  | Muntenegru | F       | Adam Marušić (al 3-lea căpitan) |
| 93  | Algeria    | F       | Mohamed Fares                   |
| 94  | Italia     | P       | Ivan Provedel                   |

## Jucători marcanți
| Italia - Demetrio Albertini - Dino Baggio - Marco Ballotta - Fulvio Bernardini - Renato Buso - Pierluigi Casiraghi - Giorgio Chinaglia - Bernardo Corradi - Roberto Cravero - Carlo Cudicini - Vincenzo D'Amico - Paolo Di Canio - Roberto Di Matteo - Fabrizio Di Mauro - Marco Di Vaio - Giuseppe Favalli - Stefano Fiore - Valerio Fiori - Mario Frustalupi - Diego Fuser - Renzo Garlaschelli - Giuliano Giannichedda - Bruno Giordano - Guerino Gottardi - Angelo Gregucci - Simone Inzaghi - Fabio Liverani - Attilio Lombardo - Roberto Mancini - Lionello Manfredonia - Luca Marchegiani - Paolo Negro - Alessandro Nesta - Massimo Oddo - Fernando Orsi - Giuseppe Pancaro - Angelo Peruzzi - Silvio Piola | Italia - Igor Protti - Felice Pulici - Fabrizio Ravanelli - Luciano Re Cecconi - Flavio Roma - Claudio Sclosa - Lucidio Sentimenti IV - Matteo Sereni - Giuseppe Signori - Giovanni Stroppa - Mauro Tassotti - Giorgio Venturin - Christian Vieri - Giuseppe Wilson Albania - Loro Boriçi - Igli Tare Argentina - Matias Almeyda - Lucas Castroman - José Chamot - Hernán Crespo - Claudio López - Nestor Sensini - Diego Simeone - Juan Pablo Sorin - Pedro Troglio - Juan Sebastián Verón Australia - Paul Okon Brazilia - Amarildo - César - Niginho Chile - Marcelo Salas | Croația - Alen Bokšić Cehia - Pavel Nedvěd - Karel Poborský Danemarca - Michael Laudrup Anglia - Paul Gascoigne Franța - Ousmane Dabo Germania - Thomas Doll - Karlheinz Riedle Coasta de Fildeș - Christian Manfredini FYR Macedonia - Goran Pandev Olanda - Jaap Stam - Aron Winter Portugalia - Sérgio Conceição - Fernando Couto România - Norberto Höfling Stefan Radu Serbia - Vladimir Jugović - Darko Kovačević - Siniša Mihajlović - Dejan Stanković Africa de Sud - Mark Fish | Spania - Iván de la Peña - Oscar López - Gaizka Mendieta Suedia - Kennet Andersson Elveția - Valon Behrami Turcia - Can Bartu - Sükrü Gülesin Uruguay - Ruben Sosa |

## Câștigători ai Cupei Mondiale
- Massimo Oddo (Germania 2006)
- Angelo Peruzzi (Germania 2006)
- Silvio Piola (Franța 1938)
- Anfilogino Guarisi (Italia 1934)

## Istoric antrenori
| Nume                              | Țara                                       | Perioada |
| --------------------------------- | ------------------------------------------ | -------- |
| Bruto Seghettini                  | Franța · Italia                            | 1901–02  |
| Sante Ancherani                   | Italia                                     | 1902–06  |
| Sante Ancherani Guido Baccani     | Italia · Italia                            | 1906–07  |
| Silvio Mizzi Guido Baccani        | Malta · Italia                             | 1907–08  |
| Guido Baccani                     | Italia                                     | 1908–24  |
| Dezső Kőszegy                     | Ungaria                                    | 1924–26  |
| Jenő Ligeti                       | Ungaria                                    | 1926–27  |
| Franz Sedlacek                    | Austria                                    | 1927–28  |
| Technical Commission              | Italia                                     | 1928-29  |
| Pietro Piselli                    | Italia                                     | 1929–30  |
| Ferenc Molnar                     | Ungaria                                    | 1930–31  |
| Amílcar Barbuy                    | Brazilia                                   | 1931–32  |
| Karl Stürmer                      | Austria                                    | 1932–34  |
| Walter Alt                        | Cehoslovacia                               | 1934–36  |
| József Viola                      | Ungaria                                    | 1936–39  |
| Luigi Allemandi Alfredo Di Franco | Italia · Argentina                         | 1939     |
| Géza Kertész                      | Ungaria                                    | 1939–40  |
| Ferenc Molnar                     | Ungaria                                    | 1940–41  |
| Dino Canestri                     | Italia                                     | 1941     |
| Alexander Popovich                | Austria                                    | 1941–43  |
| Dino Canestri                     | Italia                                     | 1943–45  |
| Salvador Gualtieri                | Argentina                                  | 1945–46  |
| Tony Cargnelli                    | Austria                                    | 1946–48  |
| Orlando Tognotti                  | Italia                                     | 1948     |
| Mario Sperone                     | Italia                                     | 1948–51  |
| Giuseppe Bigogno                  | Italia                                     | 1951–53  |
| Alfredo Notti                     | Italia                                     | 1953     |
| Mario Sperone                     | Italia                                     | 1953–54  |
| Federico Allasio                  | Italia                                     | 1954     |
| George Raynor Roberto Copernico   | Anglia · Italia                            | 1954–55  |
| Luigi Ferrero Roberto Copernico   | Italia                                     | 1955–56  |
| Luigi Ferrero Jesse Carver        | Italia · Anglia                            | 1956     |
| Jesse Carver                      | Anglia                                     | 1956–57  |
| Milovan Ćirić                     | Republica Socialistă Federativă Iugoslavia | 1957–58  |
| Alfredo Monza Dino Canestri       | Italia                                     | 1958     |
| Fulvio Bernardini                 | Italia                                     | 1958–60  |
| Enrique Flamini                   | Italia · Argentina                         | 1960–61  |
| Enrique Flamini Jesse Carver      | Italia · Argentina · Anglia                | 1961     |

| Nume                          | Țara                            | Perioada            |
| ----------------------------- | ------------------------------- | ------------------- |
| Paolo Todeschini              | Italia                          | 1961–62             |
| Alfonso Ricciardi             | Italia                          | 1962                |
| Carlo Facchini                | Italia                          | 1962                |
| Juan Carlos Lorenzo           | Argentina                       | 1962–64             |
| Umberto Mannocci              | Italia                          | 1964–66             |
| Maino Neri                    | Italia                          | 1966–67             |
| Renato Gei                    | Italia                          | 1967–68             |
| Roberto Lovati                | Italia                          | 1968                |
| Juan Carlos Lorenzo           | Argentina                       | 1968–71             |
| Roberto Lovati                | Italia                          | 1971                |
| Tommaso Maestrelli            | Italia                          | 1971–75             |
| Giulio Corsini                | Italia                          | 1975                |
| Tommaso Maestrelli            | Italia                          | 1975–76             |
| Luís Vinício                  | Brazilia                        | 1976–78             |
| Roberto Lovati                | Italia                          | 1978–80             |
| Ilario Castagner              | Italia                          | 1980–82             |
| Roberto Clagluna              | Italia                          | 1982–83             |
| Juan Carlos Morrone           | Argentina                       | 1983                |
| Paolo Carosi                  | Italia                          | 1983–84             |
| Juan Carlos Lorenzo           | Argentina                       | 1984–85             |
| Giancarlo Oddi Roberto Lovati | Italia                          | 1985                |
| Luigi Simoni                  | Italia                          | 1985–86             |
| Eugenio Fascetti              | Italia                          | 1986–88             |
| Giuseppe Materazzi            | Italia                          | 1988–90             |
| Dino Zoff                     | Italia                          | iulie 1990–iunie 94 |
| Zdeněk Zeman                  | Cehia                           | iulie 1994–Jan 97   |
| Dino Zoff                     | Italia                          | Jan 1997–iunie 97   |
| Sven-Göran Eriksson           | Suedia                          | iulie 1997–Dec 00   |
| Dino Zoff                     | Italia                          | Jan 2001–Sept 01    |
| Alberto Zaccheroni            | Italia                          | Oct 2001–iunie 02   |
| Roberto Mancini               | Italia                          | iulie 2002–iunie 04 |
| Domenico Caso                 | Italia                          | iulie 2004–Dec 04   |
| Giuseppe Papadopulo           | Italia                          | Dec 2004–iunie 05   |
| Delio Rossi                   | Italia                          | iulie 2005–iunie 09 |
| Davide Ballardini             | Italia                          | iulie 2009–Feb 10   |
| Edoardo Reja                  | Italia                          | Feb 2010–iunie 12   |
| Vladimir Petković             | Elveția · Bosnia și Herțegovina | iunie 2012–Dec 2013 |
| Edoardo Reja                  | Italia                          | Jan 2014-iunie 2014 |
| Stefano Pioli                 | Italia                          | 2014–16             |
| Simone Inzaghi                | Italia                          | 2016                |
| Marcelo Bielsa                | Argentina                       | 2016                |
| Simone Inzaghi                | Italia                          | 2016–2021           |
| Maurizio Sarri                | Italia                          | 2021–2024           |
| Igor Tudor                    | Croația                         | 2024                |
| Marco Baroni                  | Italia                          | 2024–2025           |
| Maurizio Sarri                | Italia                          | 2025–prezent        |